# Campionati mondiali di pugilato dilettanti femminile 2018
I Campionati mondiali di pugilato dilettanti femminile 2018 si sono svolti, sotto la direzione dell'AIBA, all'Indira Gandhi Arena di Nuova Delhi, in India, dal 15 al 24 novembre.

## Calendario
La tabella sottostante riporta il calendario delle competizioni:
| Novembre |    |    |    |    |    |    |    |    |    |
| 15       | 16 | 17 | 18 | 19 | 20 | 21 | 22 | 23 | 24 |
| PR       | PR | PR | PR | PR | QF |    | SF | SF | F  |

|  | Preliminari, quarti, semifinali |  | Finali |

Il 21 novembre si è osservato un giorno di riposo. 

## Risultati
| Categoria                  | Oro                     | Argento                   | Bronzo                                               |
| Pesi Mosca Leggeri (kg 48) | Mary Kom (IND)          | Hanna Okhota (UKR)        | Madoka Wada (JPN) Kim Hyang-mi (PRK)                 |
| Pesi Mosca (kg 51)         | Pang Chol-mi (PRK)      | Zhaina Shekerbekova (KAZ) | Tsukimi Namiki (JPN) Virginia Fuchs (USA)            |
| Pesi Gallo (kg 54)         | Lin Yu-ting (TPE)       | Stoyka Petrova (BGR)      | Myagmardulam Nandintsetseg (MNG) Kristy Harris (AUS) |
| Pesi Piuma (kg 57)         | Ornella Wahner (DEU)    | Sonia Chahal (IND)        | Jo Son-hwa (PRK) Jemyma Betrian (NLD)                |
| Pesi Leggeri (kg 60)       | Kellie Harrington (IRL) | Sudaporn Seesondee (THA)  | Oh Yeon-ji (KOR) Karina Ibragimova (KAZ)             |
| Pesi Superleggeri (kg 64)  | Dou Dan (CHN)           | Mariia Bova (UKR)         | Sema Çalışkan (TUR) Simranjit Kaur (IND)             |
| Pesi Welter (kg 69)        | Chen Nien-chin (TPE)    | Gu Hong (CHN)             | Lovlina Borgohain (IND) Nadine Apetz (DEU)           |
| Pesi Medi (kg 75)          | Li Qian (CHN)           | Nouchka Fontijn (NLD)     | Lauren Price (WAL) Naomi Graham (USA)                |
| Pesi Mediomassimi (kg 81)  | Wang Lina (CHN)         | Jessica Caicedo (COL)     | Viktoria Kebikava (BLR) Elif Güneri (TUR)            |
| Pesi Massimi (kg +81)      | Yang Xiaoli (CHN)       | Şennur Demir (TUR)        | Danielle Perkins (USA) Kristina Tkacheva (RUS)       |

## Medagliere
| Posizione | Paese          | Oro | Argento | Bronzo | Totale |
| --------- | -------------- | --- | ------- | ------ | ------ |
| 1         | Cina           | 4   | 1       | 0      | 5      |
| 2         | Taipei cinese  | 2   | 0       | 0      | 2      |
| 3         | India          | 1   | 1       | 2      | 4      |
| 4         | Corea del Nord | 1   | 0       | 2      | 3      |
| 5         | Germania       | 1   | 0       | 1      | 2      |
| 6         | Irlanda        | 1   | 0       | 0      | 1      |
| 7         | Ucraina        | 0   | 2       | 0      | 2      |
| 8         | Turchia        | 0   | 1       | 2      | 3      |
| 9         | Kazakistan     | 0   | 1       | 1      | 2      |
| 9         | Paesi Bassi    | 0   | 1       | 1      | 2      |
| 11        | Bulgaria       | 0   | 1       | 0      | 1      |
| 11        | Colombia       | 0   | 1       | 0      | 1      |
| 11        | Thailandia     | 0   | 1       | 0      | 1      |
| 14        | Stati Uniti    | 0   | 0       | 3      | 3      |
| 15        | Giappone       | 0   | 0       | 2      | 2      |
| 16        | Australia      | 0   | 0       | 1      | 1      |
| 16        | Bielorussia    | 0   | 0       | 1      | 1      |
| 16        | Corea del Sud  | 0   | 0       | 1      | 1      |
| 16        | Galles         | 0   | 0       | 1      | 1      |
| 16        | Mongolia       | 0   | 0       | 1      | 1      |
| 16        | Russia         | 0   | 0       | 1      | 1      |
| Totale    | Totale         | 10  | 10      | 20     | 40     |